# Orahovica (Srebrenica, BiH)
Orahovica je naselje u općini Srebrenica, Republika Srpska, BiH.

## Povijest
Naseljeno još u rimskim vremenima. U tom je vremenu ovdje bilo rudarsko naselje, kroz koje je vodio put ka Vlasenici i ka Dubrovniku. U šestom ili sedmom stoljeću, u starijim bizantskim vremenima za vrijeme cara Heraklija ovdje je na brdu Boravcu podignuta crkva, na istom mjestu gdje je bilo i rudarsko naselje. 2015. godine otkriveni su temelji te crkve. 2016. godine krenulo se s arheološkim istraživanjima. Do danas su našli ljudski kostur ženske osobe, pokopan na zidovima temelja. Uz njega je pronađen novac iz 1718. godine.

## Stanovništvo
Nacionalni sastav stanovništva 1991. godine, bio je sljedeći:
ukupno: 423
- Srbi - 327
- Bošnjaci - 95
- ostali, neopredijeljeni i nepoznato - 1